# Higashi-Yodogawa

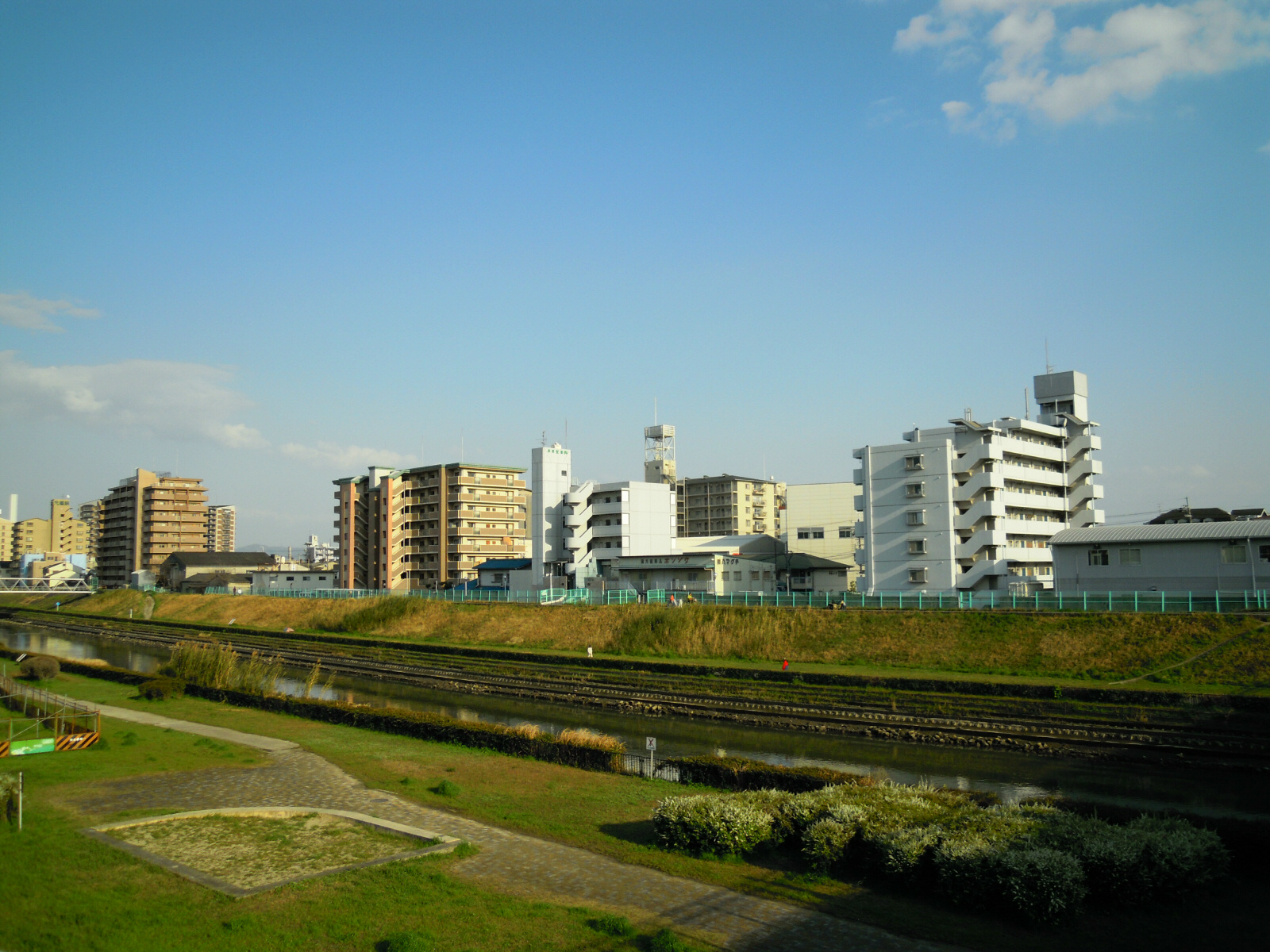
El riu passant per Aikawa

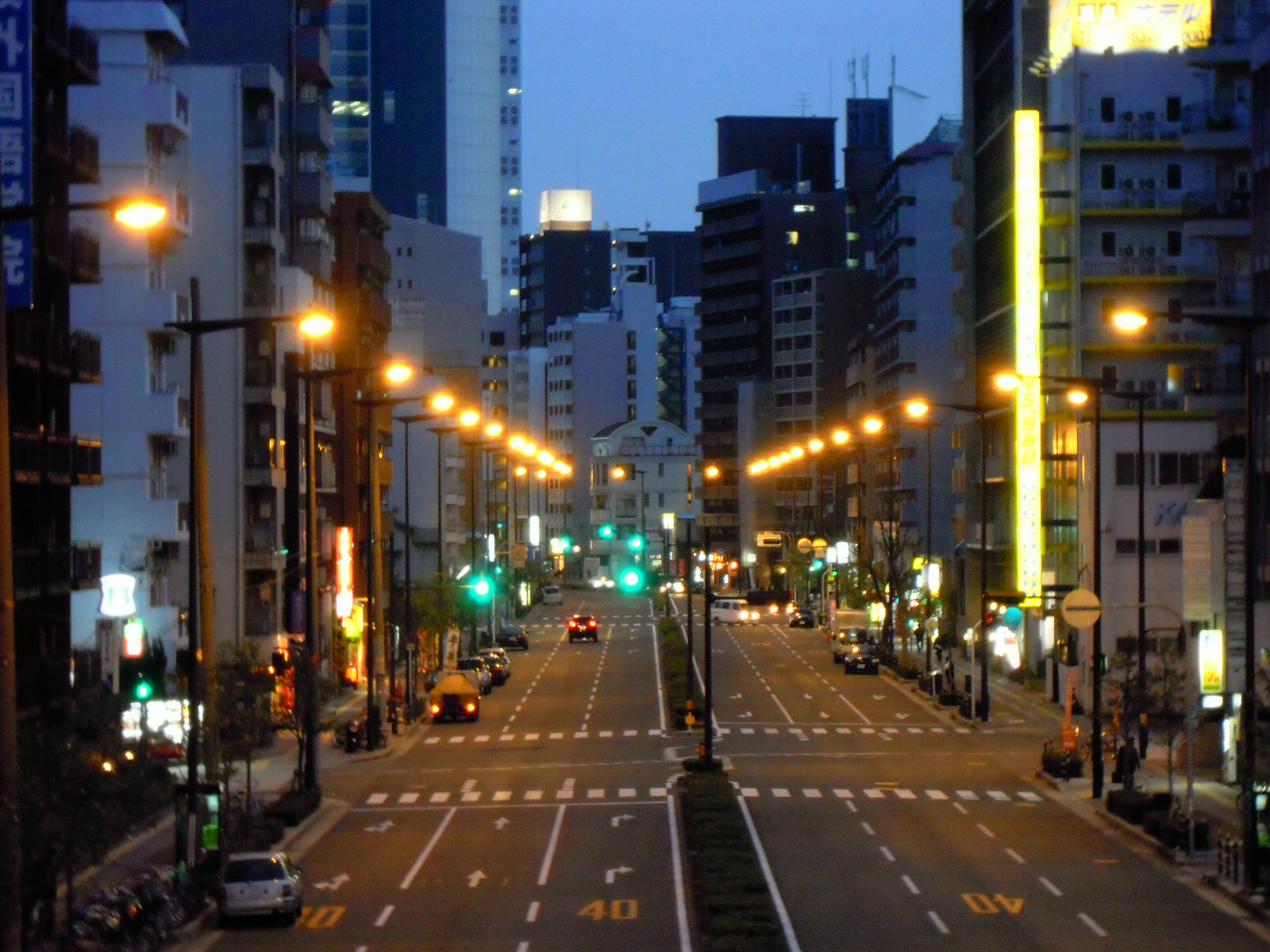
Avinguda a Higashi-Nakajima

Higashi-Yodogawa (東淀川区, Higashi-Yodogawa-ku), sovint romanitzat com a Higashiyodogawa, és un dels 24 districtes urbans de la ciutat d'Osaka, capital de la prefectura homònima, a la regió de Kansai, Japó. El nom del districte, Higashi-Yodogawa, es pot traduir al català com "Yodogawa de l'est" o "Yodogawa oriental", fent així referència a la seua posició geogràfica a la ciutat. Higashi-Yodogawa és principalment una zona residencial i una ciutat dormitori per als treballadors del centre.

## Geografia
El districte de Higashi-Yodogawa es troba localitzat a l'extrem més septentrioccidental de la ciutat d'Osaka, al centre de la prefectura homònima. Pel districte passen els rius Yodo, Kanzaki i l'Ai. El terme de Higashi-Yodogawa limita amb els municipis de Suita, Settsu i Moriguchi al nord i nord-est respectivament i amb els districtes capitalins d'Asahi, Miyakojima i Kita al sud; i amb Yodogawa a l'oest.

### Barris
Els barris del districte de Higashi-Yodogawa són els següents:
- Aikawa (相川)
- Awaji (淡路)
- Itakano (井高野)
- Ōsumi (大隅)
- Kami-Shinjō (上新庄)
- Kita-Eguchi (北江口)
- Kunijima (柴島)
- Komatsu (小松)
- Shimo-Shinjō (下新庄)
- Zuikō (瑞光)
- Sugahara (菅原)
- Daidō (大桐)
- Daidō-Minami (大道南)
- Toyosato (豊里)
- Nishi-Awaji (西淡路)
- Higashi-Awaji (東淡路)
- Higashi-Nakajima (東中島)
- Hōshin (豊新)
- Minami-Eguchi (南江口)

## Història
El districte de Higashi-Yodogawa es creà l'1 d'abril de 1925 amb l'incorporació a la ciutat d'Osaka de diferents municipis del ja desaparegut districte de Higashinari. Entre els anys 1931 i 1939 es reajusten els barris del districte, pràcticament idèntics als actuals. L'actual districte d'Asahi s'escindeix de Higashi-Yodogawa l'any 1932, seguit de l'antic districte d'Ōyodo (actualment Kita) el 1943. L'any 1974, la part occidental del districte se separa, creant-se així el nou districte de Yodogawa. Als referèndums de 2015 i 2020, el districte es mostrà a favor de dissoldre la ciutat d'Osaka.

## Demografia
| 1920    | 1930    | 1940    | 1950    | 1960 | 1970    | 1980    |
| ------- | ------- | ------- | ------- | ---- | ------- | ------- |
| ND      | ND      | ND      | ND      | ND   | 154.757 | 165.370 |
| 1990    | 2000    | 2010    | 2020    | 2030 | 2040    | 2050    |
| 180.815 | 183.888 | 176.585 | 177.399 | -    | -       | -       |

## Transport

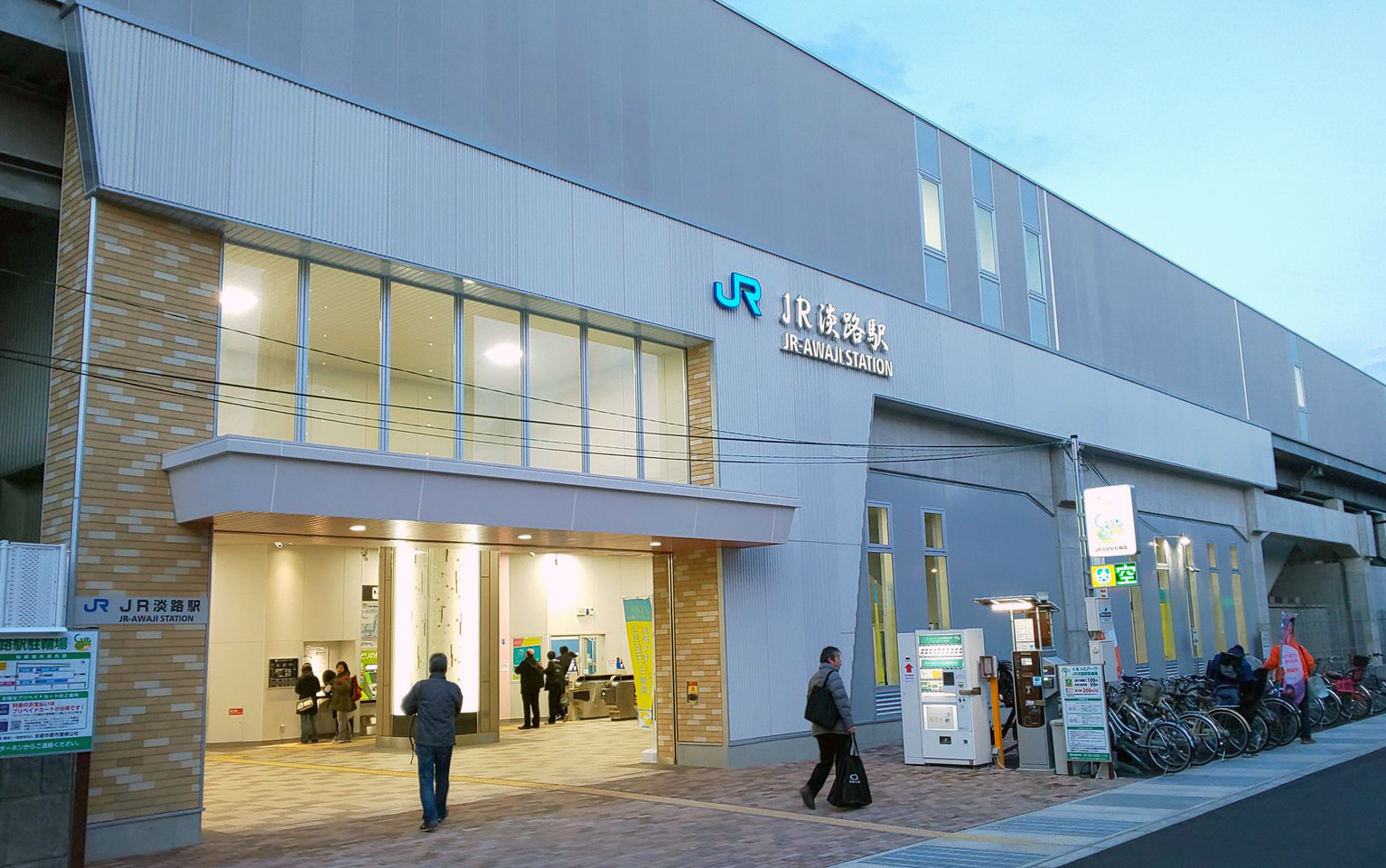
Estació d'Awaji

### Ferrocarril
- Companyia de Ferrocarrils del Japó Occidental (JR West)
  - Awaji
- Metro d'Osaka
  - Itakano - Zuikō Yonchōme - Daidō-Toyosato
- Ferrocarril Elèctric Hankyū
  - Sōzenji - Awaji - Kami-Shinjō - Aikawa - Kunijima - Shimo-Shinjō

### Carretera
- Nacional 479
- Diverses carreteres prefecturals.